# Julien Bosc
Pour les articles homonymes, voir Bosc.
Julien Bosc est un poète et éditeur français, né en 1964  à Boulogne-Billancourt et mort le 24 septembre 2018. Il a vécu alternativement à Paris et dans la Creuse.

## Biographie
Julien Bosc a mis en scène L'Éveil du printemps de Frank Wedekind au théâtre Montorgueil à Paris en 1984.
Après avoir été metteur en scène de théâtre, Julien Bosc quitte Paris en 1989  pour s’installer dans la Creuse, où il s’engage dans une vie d’écrivain. Son premier livre, l’Oculus, est publié en 1992 aux éditions « Patrice Thierry – L’Ether Vague ». Trois ans plus tard,
le même éditeur publie son second ouvrage : Préludes.
Exerçant toutes sortes de métiers, il écrit notamment des scénarios pour des documentaires. Dans ce cadre, il rencontre en 1994 de jeunes
réalisateurs qui l’invitent à les accompagner au Burkina Faso pour un documentaire consacré à la musique des Lobi. De ce séjour, naîtra sa vocation ethnographique et, en 1995, il reprend des études en s’inscrivant à l’École des Hautes Etudes en Sciences Sociales (EHESS) où il obtiendra un DEA d’anthropologie sociale consacré à la sculpture lobi. Reconnu comme spécialiste de l’art lobi du Burkina Faso, le Musée du Quai Branly, alors en construction, lui demande d’aménager un espace consacré à la sculpture sur bois de cette population. Depuis l’ouverture du Musée, cet espace est accessible aux visiteurs.
En 1997, ayant abandonné la prose, son premier recueil de poésie paraît aux « Editions Unes ». D'autres ouvrages paraissent ensuite – aux éditions « L’atelier la Feugraie » ou « Rehauts », par exemple. En 2015, De la poussière sur vos cils sort aux éditions « La tête à l’envers » ; Le corps de la langue en 2016 chez Quidam éditeur  ; et, en 2017, La coupée aux éditions « Potentille ». À l'annonce de son décès, l'écrivain André Bernold lui rend un vibrant hommage et salue « un grand poète ».
Par ailleurs, en 2013, il fonde les éditions « le phare du cousseix », lesquelles publient chaque année cinq plaquettes de poésie contemporaine composées de 2 in quarto. Elles sont imprimées sur papier vergé à Saint-Léonard de Noblat, sur les presses typographiques du Moulin du Got. Parmi les auteurs qui lui ont fait confiance : Jacques Lèbre, Marie-Paul Blein, Erwann Rougé, Ludovic Degroote, Jacques Josse, Antoine Émaz, Jean-Christophe Belleveaux ... À la suite de la disparition de Julien Bosc, le catalogue des éditions est accueilli par les éditions Potentille qui en assurent la diffusion.
Membre de la Mel (Maison des écrivains et de la littérature), il anima plusieurs ateliers d’écriture, soit en milieu scolaire, soit avec des adultes.
En 2015, il fut lauréat de « La bourse de création de poésie Gina Chenouard », décernée par la Société des Gens de Lettres.

## Œuvres
- Neige d'avril, Collodion, 2023  [5].
- Le coucou chante contre mon cœur, Le Réalgar, 2020 [6],[7],[8],[9].
- Goutte d'os, Collodion, 2020.
- La Demeure et le Lieu, Faï Fioc, 2019[10],[11].
- Elle avait sur le sein des fleurs de mimosa, la tête à l'envers, 2018.
- C'était, Atelier de Groutel, 2018.
- Le Verso des miroirs, Atelier de Villemorge, 2018.
- La Coupée, Potentille, 2017.
- Le Corps de la langue, préface de Bernard Noël, Quidam, 2016[12]
- Un bégaiement, Cénomane, 2016.
- De la poussière sur vos cils, la tête à l'envers, 2015[13].
- Tout est tombé dans la mer, Approches, 2014.
- Maman est morte, éditions Rehauts, 2012.
- Dans le pinceau du phare (in Géotopoét(h)ique du territoire de la Creuse), Jean-Paul Ruiz Éditeur, 2011.
- Tyohèpté Palé, les œuvres d’un homme, Floros Katsouros éditeur, Hanovre, 2009
- Je n’ai pas le droit d’en parler, Atelier la Feugraie, 2008.
- Magie Lobi (textes de Julien Bosc et Max Itzikovitz, photographies de Thierry Malty, illustrations de Xavier Mérigot, préface de Roland Flak), Galerie Flak, 2005.
- Pas, éditions Unes, 1999.
- Distraction, éditions Détroit, 1999.
- Préludes, éditions L’Éther Vague/Patrice Thierry, 1995.
- L’Oculus, éditions L'Éther Vague/Patrice Thierry, 1992.

## Sources
- Julien Bosc, sur le site de la Mel
- Sur le site du CRL du Limousin
- Sur le site des Éditions Unes
- L'Atelier La Feugraie présentée par le Centre Régional des Lettres de Basse-Normandie.
- Julien Bosc, « Les sculpteurs et leurs génies. Approche ethno-esthétique de la statuaire lobi » in la revue L'Homme, 1999, no 151
- Julien Bosc, « Les mises en scène de l’art » in la revue L'Homme, 2001, no 157
- « Le mal d'écrire : deux livres donnent à entendre la voix grave et profonde du poète Julien Bosc, décédé l'an dernier », in Le Matricule des Anges, septembre 2019 (voir sur le site du phare du cousseix)
- « Julien Bosc et sa poésie au ras de pâquerettes » , Libération, 9 septembre 2019.